# John Kells Ingram
John Kells Ingram (født 7. juli 1823, død 18. maj 1907) var en irsk filolog og nationaløkonomisk forfatter.
Ingram blev 1852 professor i veltalenhed og engelsk litteratur i Dublin, 1866 i Græsk,
1879 Bibliotekar. Hans filologiske og litteraturhistoriske Arbejder er lidet påagtede,
derimod har han som Nationaløkonom vundet et betydeligt Navn, bl.a. ved at have givet
Stødet til de økonomiske Studiers Genoplivelse og videre Udvikling i England. Dette skete ved
et Foredrag, han som Præsident for den nationaløkonomiske Sektion af British Association
holdt om »Nationaløkonomiens nuværende Stilling og Udsigter« (dansk Overs. af
Studnitz-Petersen, Kbhvn 1879), en Afh., der vakte Opsigt og fik Bet. ud over Hjemlandets Grænser.
Hans betydeligste Arbejde er den store Art. Politicai Economy i 9. Udg. af Encyclopædia
Britannica (1885), i Bogform udgivet (1888) under Titelen History of Political Economy, en
af de bedste og paalideligste mindre Haandbøger i Nationaløkonomiens Litteraturhistorie
(tysk Overs. ved Roschlau 1890, svensk ved Rudbeck 1892).